# NGC 108
NGC 108 è una vasta galassia lenticolare barrata situata nella costellazione di Andromeda. Poiché è anche circondata da un debole anello, è classificabile anche come galassia ad anello.
La galassia è stata scoperta l'11 settembre 1784 dall'astronomo tedesco di nascita, ma naturalizzato inglese, William Herschel.
La sua distanza dal nostro sistema solare è stimata in 220 milioni di anni luce.

## Gruppo di NGC 108
NGC 108 fa parte del gruppo di galassie che porta il suo nome. Il Gruppo di NGC 108 comprende almeno altre cinque galassie: NGC 97, UGC 310, CGCG500-15, UGC 234 e MCG 5-2-11. Inoltre NGC 97 e NGC 108 formano una coppia di galassie.
La distanza di questo gruppo dalla nostra Via Lattea è di circa 65,2 mega parsec.